# Modell (Wirtschaftsinformatik)
Modelle dienen in der Wirtschaftsinformatik (WI) vorwiegend der Beschreibung realer und soziotechnischer Systeme. Sie sind meist eine abstrakte, reduzierte Darstellungen eines Originals, es kann aber auch konkret sein oder komplexes beschreiben. Die Evaluation konzeptioneller Modelle ist für die Wirtschaftsinformatik in zweifacher Hinsicht von Bedeutung. Die dabei verwendeten Beschreibungsmittel zur Modellierung sind hauptsächlich der Informatik entliehen, werden aber für ihren Anwendungszweck zur Realweltbeschreibung bezüglich ihrer Semantik uminterpretiert: anders als die Modelle der Informatik denotieren WI-Modelle nicht auf das formale System einer Software, sondern auf realweltliche betriebliche oder verwaltungsbezogene Prozesse, Objekte, Organisationen und Organisationseinheiten. Höhere Abstraktionsebenen stehen hierbei im Vordergrund, wie etwa Architekturen. Die Evaluation konzeptioneller Modelle ist für die Wirtschaftsinformatik in zweifacher Hinsicht von Bedeutung (gibt es in Unternehmen einen erheblichen Bedarf an einer gehaltvollen Beurteilung von Modellen und ist der Entwurf von konzeptionellen Modellen). Da die Realwelt, anders als künstlich geschaffene, formale Systeme, nicht ohne die subjektive Leistung des Betrachters erfasst werden kann (ontischer Idealismus), werden Modelle der WI zumeist nicht als Abbilder (wie in der Informatik), sondern als Konstruktionsergebnis betrachtet.
In der Wirtschaftsinformatik bezieht sich der Begriff "Modell" in erster Linie auf verschiedene Arten von Modellen, die den Prozess der Systementwicklung unterstützen. Diese Modelle können entweder als Endziel des Modellierungsprozesses dienen oder als Zwischenprodukt auf dem Weg zur Softwareentwicklung fungieren. Es gibt vier Hauptbereiche, in denen diese Art der Modellverwendung relevant ist:
- Modellierung: Dies umfasst Aktivitäten wie Systemanalyse, Anforderungsanalyse, Softwareentwurf, Spezifikation, Systementwicklung sowie die Erstellung und Verwendung von einem Referenzmodell.

- Modellierungsmethoden: Hierbei handelt es sich um verschiedene Ansätze, Verfahren und Techniken zur Modellbildung, einschließlich Entwurfsmethoden.

- Modellierungsansätze: Diese umfassen Entwurfsprinzipien und Entwurfsstrategien, die zur Entwicklung von Modellen verwendet werden.

- Modellierungswerkzeuge: Dies bezieht sich auf Softwaretools wie CASE-Tools, die bei der Modellierung und Entwicklung von Systemen unterstützen.

In diesen Bereichen werden Modelle verwendet, um den Entwicklungsprozess zu strukturieren, Anforderungen zu erfassen, Entwürfe zu erstellen und schließlich Softwarelösungen zu entwickeln.
Die Modellelemente werden mit Begriffen aus der jeweiligen Fachsprache des Anwendungskontexts bezeichnet. Da zur Interpretation des Modells zusätzlich zur Kenntnis der verwendeten Modellierungssprache (formaler Aspekt) auch die der Fachsprache (natürlichsprachlicher Aspekt) notwendig ist, spricht man im Kontext der Wirtschaftsinformatik häufig von semiformalen Modellierungssprachen und Modellen. In diesem Zusammenhang spielen auch Modellklassen eine wichtige Rolle, Sie repräsentieren verschiedene Arten von Objekten oder Konzepten innerhalb des Modells und werden häufig durch spezifische Begriffe aus dem jeweiligen Anwendungsbereich benannt. 
Der Begriff Modell wird in der Wirtschaftsinformatik aber nicht nur für die Gesamtheit des aufgestellten Systems inklusive der Semantik verwendet, sondern auch für die grafische Darstellung eines konkreten Sachverhalts unter Verwendung der definierten Modellelemente.
Weitere Bezeichnungen für Modelle der WI sind Informationsmodell, Organisationsmodell oder fachkonzeptionelles Modell.

## Modelltheorie
Herbert Stachowiak stellte 1973 eine Modelltheorie auf, welche ein Modell durch die drei Hauptmerkmale kennzeichnet:
a. Abbildungsmerkmal: Modelle als Modelle von etwas (Abbildungen, Repräsentationen natürlicher oder künstlicher Originale). Der Abbildungsbegriff bezieht sich auch auf die Zuordnung von Modell-Attributen zu Original-Attributen, ihm liegt der mathematische Abbildungsbegriff zugrunde.
b. Verkürzungsmerkmal: erfassen nicht alle Attribute (nur solche die bei der Erschaffung und Benutzung des Modell relevant scheinen). Schließlich können nicht alle Originalattribute von dem zugehörigen Modell erfasst werden.
c. Pragmatisches Merkmal: Modelle sind ihren Originalen nicht eindeutig zugeordnet. Sie ersetzten diese für jemanden, sie erfüllen ihre Funktion in der Zeit und sind zu einem bestimmten Zweck erstellt.
Für das eigene Verständnis hilft es, das Modell in den Kontext zu setzen; für wen, wann und wofür wurde das Modell erstellt?

## Beispiele
Beispiele für konkrete Modelltypen für die Unternehmensmodellierung sind:
- Organigramm
- Funktionszuordnungsdiagramm (FZD)
- Funktionsbaum
- Wertschöpfungskettendiagramm (WKD)
- Entity-Relationship-Modell (ERM)

Modellierungssprachen für Geschäftsprozessmodelle (als eine Sicht der Unternehmensmodellierung) sind:
- Business Process Model and Notation (BPMN)
- Petri-Netze
- Ereignisgesteuerte Prozesskette (EPK)
- Aktivitätsdiagramm
- Unified Modeling Language (UML)
- Systems Modeling Language (SysML)
- Specification and Description Language (SDL)